# سيريتو سانيتا
سيريتو سانيتا هي بلدية في مقاطعة بينيفينتو في إقليم كامبانيا الإيطالي، وتقع على بعد حوالي 60 كم شمال شرق نابولي وحوالي 25 على بعد كم من شمال غرب بينيفنتو.
تقع سيريتو سانيتا على حدود البلديات التالية: كوسانو موتري، و غوارديا سانفراموندي، و موركون، و بيتراروخا، و بونتيلاندولفو، و سان لورينزيلو، و سان لوبو.
دمرت المدينة عن بكرة أبيها بسبب زلزال سانيو عام 1688، و تم إعادة بناؤها في موقع مختلف. 

## روابط خارجية
- الموقع الرسمي